# Culsh

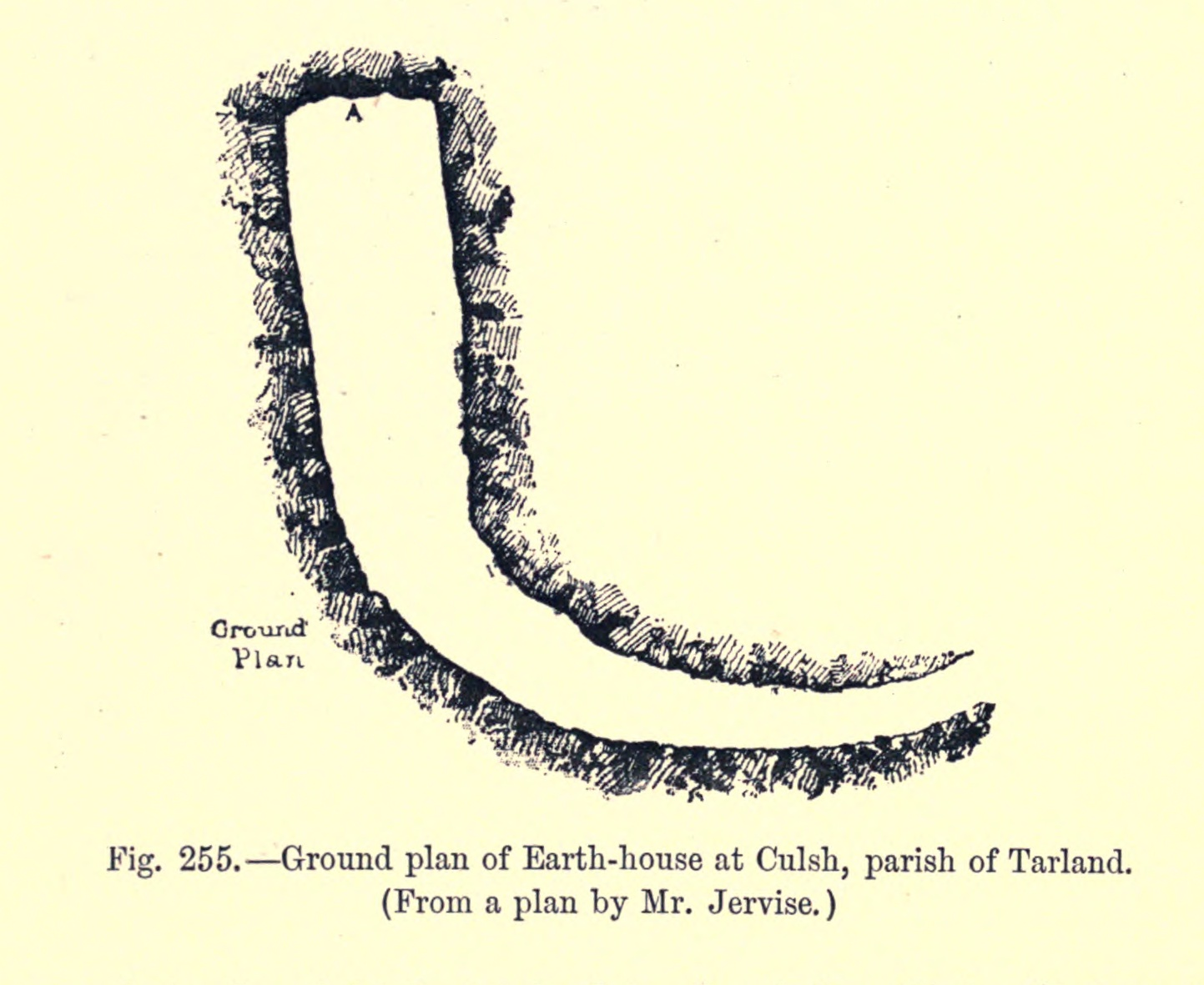
Culsh nach Anderson 1883

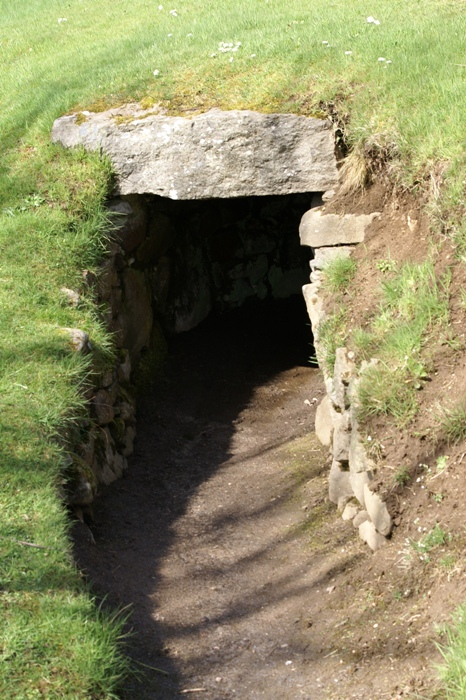
Der Eingang des Souterrains von Culsh

Das Souterrain von Culsh liegt nahe der Ortschaft Tarland in Aberdeenshire in Schottland. Es gehört, neben den kleinen Souterrains auf den Orkney und denen von Ardestie, Carlungie und Tealing, alle in der Grafschaft Angus, zu den bedeutenden der etwa 100 bekannten Souterrains in Schottland. Luftbilder lassen die Existenz weiterer Souterrains vermuten.
Die Anlage ist seit 1994 als Scheduled Monument geschützt.

## Beschreibung
Culsh wurde 1850 von J. Stuart entdeckt und war mit als fettig beschriebener Erde verfüllt. Stuart fand Holzkohle, Keramikscherben, Handmühlen und Knochen. Der bananenförmige Grundriss ist typisch für die Souterrains in Aberdeenshire. Bei Souterrains wird grundsätzlich zwischen „rock-cut“, „earth-cut“, „stone built“ und „mixed“ Souterrains unterschieden.

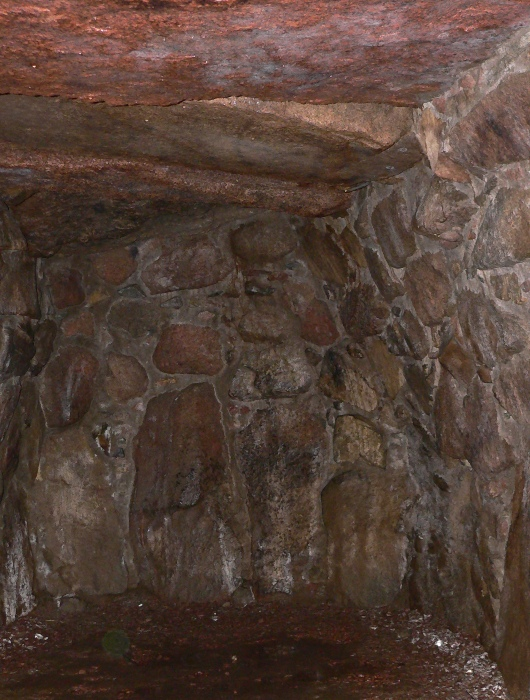
Endbereich

Das Souterrain ist 14 m lang und am breiteren Ende 2 m weit und 2 m in den Boden eingetieft. Die Seitenwände von Culsh sind aus Trockenmauerwerk (stone built). Die nicht mehr ganz vollständige Decke besteht aus großen Steinplatten. Der Zweck dieser Souterrains in Schottland liegt mangels Funden von Beigaben oder Werkzeugen im Dunkeln.

## Lage
Culsh liegt im Cairngorms-Nationalpark direkt neben der Straße B9119 östlich von Tarland, etwa 3,8 km in Richtung Aberdeen im Scheitel einer lang gestreckten Kurve bei einem Farmhaus. Es empfiehlt sich, eine Taschenlampe mitzunehmen.